# Leptogaster arborcola
Leptogaster arborcola là một loài ruồi trong họ Asilidae. Leptogaster arborcola được Martin miêu tả năm 1957. Loài này phân bố ở vùng Tân Bắc giới.